# Archaeophylax ochreus
Archaeophylax ochreus is een schietmot uit de familie Limnephilidae. De soort komt voor in het Australaziatisch gebied.